# ジョーンズ・ラング・ラサール
ジョーンズ・ラング・ラサール (英語: Jones Lang LaSalle Incorporated、JLL) は、米国イリノイ州・シカゴに本部を置く多国籍企業であり、世界最大の総合不動産サービス会社の一つ。

## 概要
1999年にJones Lang WoottonとLaSalle Partnersの合併により誕生した。CBREに次ぐ、世界第2位の不動産仲介業者である。
また、子会社のラサール・インベストメント・マネージメントは世界有数の不動産投資顧問会社である。

## 日本法人
ジョーンズ ラング ラサール株式会社は、JLLの日本における現地法人であり「JLL」と呼ばれる。
一方で、ラサール・インベストメント・マネージメント及びその日本拠点であるラサール不動産投資顧問は「ラサール」と呼ばれる。

### 関連会社等
- ラサール不動産投資顧問株式会社（2012年11月26日に「ラサール インベストメント マネージメント株式会社」から名称変更） - ラサール・インベストメント・マネージメントの日本拠点
  - ラサールREITアドバイザーズ株式会社 - ラサールロジポート投資法人の資産運用会社
    - ラサール インベストメント アドバイザーズ株式会社 - かつてラサール ジャパン投資法人の資産運用会社であった企業
- インテグレーテッド ゼネラル アドミニストレーション サービス株式会社
- ジョーンズ ラング ラサール コンストラクションズ株式会社
- JLLリテールマネジメント株式会社
- JLL森井鑑定株式会社